# Слободка (Юдинский сельсовет)
Слободка — деревня в Великоустюгском районе Вологодской области.
Входит в состав городского поселения Великий Устюг, с точки зрения административно-территориального деления — в Юдинский сельсовет.
Расстояние до районного центра Великого Устюга по автодороге — 0,5 км. Ближайшие населённые пункты — Поповкино, Красное Поле, Золотавцево.
По переписи 2002 года население — 244 человека (127 мужчин, 117 женщин). Преобладающая национальность — русские (94 %).